# 约阿希姆·恩斯特
约阿希姆·恩斯特·威廉·卡尔·阿尔布雷希特·利奥波德·弗里德里希·莫里茨·埃尔德曼（德語：Joachim Ernst Wilhelm Karl Albrecht Leopold Friedrich Moritz Erdmann，1901年1月11日—1947年2月18日），出生于德绍。安哈特末代公爵，安哈特王室首领。
约阿希姆·恩斯特是安哈特公爵爱德华与萨克森-阿尔滕堡公爵莫里茨的女儿路易丝·夏洛特公主（萨克森·阿尔滕堡的莫里茨亲王的女儿）在世的长子和王位的合法继承人。他的父亲于1918年9月13日去世，但约阿希姆·恩斯特由于当时还未成年，无法继承他的王位。他的叔叔阿里伯特亲王接管摄政，但在1918年11月12日革命事件发生后，他被迫以约阿希姆·恩斯特公爵和整个安哈尔特王室家族的名义放弃王位。这结束了阿斯卡尼家族自11世纪以来在德国中部的统治。安哈尔特公国转变为共和政体，成为安哈尔特自由邦。1918年之后，哈茨山区的巴伦施泰特城堡仍然是冯·安哈尔特家族的住所。公爵的所有孩子都出生在这里。
据称约阿希姆·恩斯特于1939年8月15日申请加入纳粹党，并于同年11月1日被接纳（党员编号7,267,717）。但是无本人签署的入会申请书；同样，他向该党支付的款项也没有得到证实。1944年1月，他被捕并被带到达豪集中营，在那里度过了三个月。尽管他在达豪集中营被监禁期间已成为纳粹反对者，但这位前公爵在1945年9月纳粹独裁统治结束后再次被捕——这次是被苏联占领军逮捕，并被送往魏玛附近布痕瓦尔德内务人民委员会拘留所营地，此地前身是集中营。他因集中营条件造成的疲惫而病重，1947年2月18日去世，享年46岁。
1992年，约阿希姆·恩斯特·冯·安哈尔特被俄罗斯总检察长办公室认定为“苏联政治镇压的受害者”，因为他被证明是无辜的。

## 家庭
约阿希姆·恩斯特公爵结过两次婚，所有的子女都是与第二任妻子艾迪莎·馬爾維茲所生的：
- 玛丽·安東妮（1930年7月14日—1993年3月22日）；
- 安娜-路易丝（1933年3月26日—2003年11月1日）；
- 腓特烈（1938年4月11日—1963年10月9日）；
- 埃达（1940年1月3日—）；
- 爱德华（1941年12月3日—）。